# Mistrzostwa Świata w Hokeju na Lodzie 2015 (I Dywizja)
Mistrzostwa Świata w Hokeju na Lodzie I Dywizji 2015 zostały rozegrane w dniach: 13–19 kwietnia (Dywizja IB) i 19–25 kwietnia (Dywizja IA).
W mistrzostwach I Dywizji wzięło udział 12 zespołów: 6 drużyn w Grupie IA i 6 ekip w Grupie IB. Zgodnie z wcześniejszymi ustaleniami, organizatorem mistrzostw Dywizji IB był Nederlandse IJshockey Bond (Holenderski Związek Hokeja na Lodzie), który tę imprezę przeprowadził w Eindhoven, zaś Dywizja IA miała pierwotnie grać w Doniecku. Ze względu jednak na sytuację polityczną na wschodniej Ukrainie, Federacja Hokeja Ukrainy zrezygnowała z goszczenia turnieju u siebie. Ostatecznie, podczas zjazdu na Teneryfie władze IIHF jednogłośnie podjęły decyzję, by MŚ Dywizji IA powierzyć Polskiemu Związkowi Hokeja na Lodzie, który postanowił turniej przeprowadzić w Krakowie.
W każdej z obydwu grup drużyny grały systemem każdy z każdym, po jednym meczu. Pierwszy oraz drugi zespół Grupy A uzyskał awans do Mistrzostw Świata Elity 2016, zaś ostatnia ekipa Grupy A została zdegradowana do Grupy B i w 2016 przystąpi do MŚ Dywizji IB. Jej miejsce w MŚ Dywizji IA zajmie zwycięzca turnieju Grupy B. Najsłabsza drużyna Dywizji IB spadła do Dywizji II.
Hale, w których rozgrywano spotkania mistrzostw świata:
- Tauron Arena Kraków w Krakowie – Dywizja IA;
- Ijssportcentrum Eindhoven w Eindhoven – Dywizja IB.

## Grupa A
| 19 kwietnia 2015 | Węgry | 4:2 | Japonia | Arena Kraków, Kraków |

| Szczegóły      | Szczegóły                                                                        | Szczegóły       | Szczegóły                                | Szczegóły                                                                 |
| -------------- | -------------------------------------------------------------------------------- | --------------- | ---------------------------------------- | ------------------------------------------------------------------------- |
| Godzina: 13:00 | D. Koger (EQ) 09:44 C. Erdély (EQ) 31:04 F. Banham (PP) 56:35 J. Hári (EN) 58:54 | (1:1, 1:1, 2:0) | 01:36 (EQ) D. Obara 30:40 (EA) Y. Hirano | Widzów: 2543 Sędzia główny: Andris Ansons Sędziowie liniowi: Marc Wiegand |
| Godzina: 13:00 | 2 min. kar                                                                       |                 | 8 min. kar                               | Widzów: 2543 Sędzia główny: Andris Ansons Sędziowie liniowi: Marc Wiegand |

| 19 kwietnia 2015 | Ukraina | 2:5 | Kazachstan | Arena Kraków, Kraków |

| Szczegóły      | Szczegóły                                   | Szczegóły       | Szczegóły | Szczegóły                                                               |
| -------------- | ------------------------------------------- | --------------- | --- | ----------------------------------------------------------------------- |
| Godzina: 16:30 | D. Nimenko (PP) 46:39 A. Michnow (EQ) 59:34 | (0:2, 0:1, 2:2) | 07:13 (PP) K. Dallman 14:40 (EQ) L. Mietalnikow 31:06 (PP) W. Krasnosłobodcew 47:59 (EQ) K. Rudienko 58:07 (EQ) J. Rymariew | Widzów: 2108 Sędzia główny: Péter Gebei Sędziowie liniowi: Marcus Linde |
| Godzina: 16:30 | 8 min. kar                                  |                 | 8 min. kar | Widzów: 2108 Sędzia główny: Péter Gebei Sędziowie liniowi: Marcus Linde |

| 19 kwietnia 2015 | Polska | 1:2 | Włochy | Arena Kraków, Kraków |

| Szczegóły      | Szczegóły            | Szczegóły       | Szczegóły                                     | Szczegóły                                                              |
| -------------- | -------------------- | --------------- | --------------------------------------------- | ---------------------------------------------------------------------- |
| Godzina: 20:00 | G. Pasiut (EQ) 26:22 | (0:1, 1:1, 0:0) | 13:49 (EQ) B. Ihnacak 33:34 (SH) Ant. Bernard | Widzów: 9456 Sędzia główny: René Hradil Sędziowie liniowi: Viki Trilar |
| Godzina: 20:00 | 29 min. kar          |                 | 10 min. kar                                   | Widzów: 9456 Sędzia główny: René Hradil Sędziowie liniowi: Viki Trilar |

| 20 kwietnia 2015 | Kazachstan | 5:0 | Węgry | Arena Kraków, Kraków |

| Szczegóły      | Szczegóły | Szczegóły       | Szczegóły   | Szczegóły                                                              |
| -------------- | --- | --------------- | ----------- | ---------------------------------------------------------------------- |
| Godzina: 13:00 | K. Rudienko (PP) 01:43 A. Woroncow (EQ) 25:50 K. Dallman (PP) 32:12 W. Krasnołobodcew (PP) 35:36 K. Puszkariow (EQ) 48:06 | (1:0, 3:0, 1:0) |             | Widzów: 3289 Sędzia główny: René Hradil Sędziowie liniowi: Daniel Konc |
| Godzina: 13:00 | 4 min. kar |                 | 16 min. kar | Widzów: 3289 Sędzia główny: René Hradil Sędziowie liniowi: Daniel Konc |

| 20 kwietnia 2015 | Włochy | 2:1 pd. | Ukraina | Arena Kraków, Kraków |

| Szczegóły      | Szczegóły                                 | Szczegóły            | Szczegóły              | Szczegóły                                                                 |
| -------------- | ----------------------------------------- | -------------------- | ---------------------- | ------------------------------------------------------------------------- |
| Godzina: 16:30 | B. Ihnacak (PP) 24:26 M. Insam (EQ) 60:16 | (0:0, 1:1, 0:0, 1:0) | 26:25 (EQ) W. Zacharow | Widzów: 1392 Sędzia główny: Andris Ansons Sędziowie liniowi: Marc Wiegand |
| Godzina: 16:30 | 12 min. kar                               |                      | 12 min. kar            | Widzów: 1392 Sędzia główny: Andris Ansons Sędziowie liniowi: Marc Wiegand |

| 20 kwietnia 2015 | Japonia | 0:2 | Polska | Arena Kraków, Kraków |

| Szczegóły      | Szczegóły  | Szczegóły       | Szczegóły                                     | Szczegóły                                                               |
| -------------- | ---------- | --------------- | --------------------------------------------- | ----------------------------------------------------------------------- |
| Godzina: 20:00 |            | (0:0, 0:0, 0:2) | 42:42 (PP) T. Malasiński 50:32 (EQ) M. Kolusz | Widzów: 2662 Sędzia główny: Péter Gebei Sędziowie liniowi: Marcus Linde |
| Godzina: 20:00 | 2 min. kar |                 | 4 min. kar                                    | Widzów: 2662 Sędzia główny: Péter Gebei Sędziowie liniowi: Marcus Linde |

| 22 kwietnia 2015 | Kazachstan | 7:2 | Japonia | Arena Kraków, Kraków |

| Szczegóły      | Szczegóły | Szczegóły       | Szczegóły                               | Szczegóły                                                               |
| -------------- | --- | --------------- | --------------------------------------- | ----------------------------------------------------------------------- |
| Godzina: 13:00 | K. Dallman (EQ) 02:38 F. Poliszczuk (PP) 06:48 R. Starczenko (EQ) 19:03 R. Starczenko (EQ) 42:35 K. Rudienko (EQ) 45:06 J. Rymariew (EQ) 48:09 F. Poliszczuk (EQ) 52:52 | (3:0, 0:0, 4:2) | 41:16 (EQ) S. Kuji 53:51 (EQ) G. Tanaka | Widzów: 2479 Sędzia główny: Viki Trilar Sędziowie liniowi: Marc Wiegand |
| Godzina: 13:00 | 6 min. kar |                 | 6 min. kar                              | Widzów: 2479 Sędzia główny: Viki Trilar Sędziowie liniowi: Marc Wiegand |

| 22 kwietnia 2015 | Włochy | 1:4 | Węgry | Arena Kraków, Kraków |

| Szczegóły      | Szczegóły           | Szczegóły       | Szczegóły                                                                       | Szczegóły                                                                 |
| -------------- | ------------------- | --------------- | ------------------------------------------------------------------------------- | ------------------------------------------------------------------------- |
| Godzina: 16:30 | A. Egger (EQ) 45:16 | (0:2, 0:0, 1:2) | 10:52 (PP) D. Koger 17:52 (EQ) B. Magosi 43:01 (EQ) I. Sofron 59:16 (EQ) M. Vas | Widzów: 3125 Sędzia główny: Andris Ansons Sędziowie liniowi: Marcus Linde |
| Godzina: 16:30 | 10 min. kar         |                 | 8 min. kar                                                                      | Widzów: 3125 Sędzia główny: Andris Ansons Sędziowie liniowi: Marcus Linde |

| 22 kwietnia 2015 | Polska | 3:2 | Ukraina | Arena Kraków, Kraków |

| Szczegóły      | Szczegóły                                                                | Szczegóły       | Szczegóły                                | Szczegóły                                                              |
| -------------- | ------------------------------------------------------------------------ | --------------- | ---------------------------------------- | ---------------------------------------------------------------------- |
| Godzina: 20:00 | A. Bagiński (SH) 33:13 M. Rompkowski (PP) 40:34 M. Rompkowski (PP) 53:44 | (0:0, 1:0, 2:2) | 41:46 (EQ) W. Hawryk 44:52 (EQ) W. Lalka | Widzów: 5975 Sędzia główny: René Hradil Sędziowie liniowi: Daniel Konc |
| Godzina: 20:00 | 8 min. kar                                                               |                 | 12 min. kar                              | Widzów: 5975 Sędzia główny: René Hradil Sędziowie liniowi: Daniel Konc |

| 23 kwietnia 2015 | Japonia | 3:2 | Włochy | Arena Kraków, Kraków |

| Szczegóły      | Szczegóły                                                      | Szczegóły       | Szczegóły                                 | Szczegóły                                                              |
| -------------- | -------------------------------------------------------------- | --------------- | ----------------------------------------- | ---------------------------------------------------------------------- |
| Godzina: 13:00 | M. Ushu (EQ) 38:48 S. Yanadori (EQ) 55:56 Y. Hirano (EQ) 57:06 | (0:1, 1:0, 2:1) | 19:34 (EQ) L. Frigo 47:24 (EQ) J. Ramoser | Widzów: 2572 Sędzia główny: René Hradil Sędziowie liniowi: Daniel Konc |
| Godzina: 13:00 |                                                                | 4 min. kar      |                                           | Widzów: 2572 Sędzia główny: René Hradil Sędziowie liniowi: Daniel Konc |

| 23 kwietnia 2015 | Ukraina | 2:4 | Węgry | Arena Kraków, Kraków |

| Szczegóły      | Szczegóły                                  | Szczegóły       | Szczegóły                                                                            | Szczegóły                                                               |
| -------------- | ------------------------------------------ | --------------- | ------------------------------------------------------------------------------------ | ----------------------------------------------------------------------- |
| Godzina: 16:30 | R. Błahy (PP) 24:36 A. Hnidenko (EQ) 34:19 | (0:0, 2:1, 0:3) | 36:44 (EQ) A. Sarauer 51:26 (PP) D. Koger 56:05 (EQ) A. Sarauer 57:15 (SH) I. Sofron | Widzów: 3774 Sędzia główny: Marcus Linde Sędziowie liniowi: Viki Trilar |
| Godzina: 16:30 | 6 min. kar                                 |                 | 8 min. kar                                                                           | Widzów: 3774 Sędzia główny: Marcus Linde Sędziowie liniowi: Viki Trilar |

| 23 kwietnia 2015 | Kazachstan | 3:2 | Polska | Arena Kraków, Kraków |

| Szczegóły      | Szczegóły                                                                 | Szczegóły       | Szczegóły                                   | Szczegóły                                                                |
| -------------- | ------------------------------------------------------------------------- | --------------- | ------------------------------------------- | ------------------------------------------------------------------------ |
| Godzina: 20:00 | R. Sawczenko (PP) 29:34 R. Starczenko (EQ) 36:56 R. Starczenko (EQ) 55:26 | (0:0, 2:1, 1:1) | 35:33 (PP) B. Pociecha 48:20 (EQ) M. Kolusz | Widzów: 9067 Sędzia główny: Andris Ansons Sędziowie liniowi: Péter Gebei |
| Godzina: 20:00 | 6 min. kar                                                                |                 | 10 min. kar                                 | Widzów: 9067 Sędzia główny: Andris Ansons Sędziowie liniowi: Péter Gebei |

| 25 kwietnia 2015 | Japonia | 3:1 | Ukraina | Arena Kraków, Kraków |

| Szczegóły      | Szczegóły                                                   | Szczegóły       | Szczegóły           | Szczegóły                                                                |
| -------------- | ----------------------------------------------------------- | --------------- | ------------------- | ------------------------------------------------------------------------ |
| Godzina: 13:00 | Y. Hirano (PP) 30:20 H. Ueno (EQ) 33:22 D. Obara (PP) 36:00 | (0:0, 3:1, 0:0) | 28:13 (PP) R. Błahy | Widzów: 2467 Sędzia główny: Andris Ansons Sędziowie liniowi: Péter Gebei |
| Godzina: 13:00 | 14 min. kar                                                 |                 | 14 min. kar         | Widzów: 2467 Sędzia główny: Andris Ansons Sędziowie liniowi: Péter Gebei |

| 25 kwietnia 2015 | Włochy | 0:3 | Kazachstan | Arena Kraków, Kraków |

| Szczegóły      | Szczegóły  | Szczegóły       | Szczegóły                                                            | Szczegóły                                                               |
| -------------- | ---------- | --------------- | -------------------------------------------------------------------- | ----------------------------------------------------------------------- |
| Godzina: 16:30 |            | (0:1, 0:0, 0:2) | 06:42 (EQ) J. Rymariew 45:10 (EQ) T. Żajłauow 53:39 (PS) A. Woroncow | Widzów: 3110 Sędzia główny: Marcus Linde Sędziowie liniowi: Viki Trilar |
| Godzina: 16:30 | 6 min. kar |                 | 4 min. kar                                                           | Widzów: 3110 Sędzia główny: Marcus Linde Sędziowie liniowi: Viki Trilar |

| 25 kwietnia 2015 | Węgry | 2:1 | Polska | Arena Kraków, Kraków |

| Szczegóły      | Szczegóły                                 | Szczegóły       | Szczegóły          | Szczegóły                                                                |
| -------------- | ----------------------------------------- | --------------- | ------------------ | ------------------------------------------------------------------------ |
| Godzina: 20:00 | J. Hári (EQ) 41:30 B. Szirányi (EN) 59:54 | (0:0, 0:0, 2:1) | 56:52 (EQ) M. Bryk | Widzów: 12632 Sędzia główny: Daniel Konc Sędziowie liniowi: Marc Wiegand |
| Godzina: 20:00 | 4 min. kar                                |                 | 6 min. kar         | Widzów: 12632 Sędzia główny: Daniel Konc Sędziowie liniowi: Marc Wiegand |

Tabela
| Lp. | Zespół     | M | Pkt | Z | Zd | Pd | P | G+ | G- | +/- |
| --- | ---------- | - | --- | - | -- | -- | - | -- | -- | --- |
| 1   | Kazachstan | 5 | 15  | 5 | 0  | 0  | 0 | 23 | 6  | +17 |
| 2   | Węgry      | 5 | 12  | 4 | 0  | 0  | 1 | 14 | 11 | +3  |
| 3   | Polska     | 5 | 6   | 2 | 0  | 0  | 3 | 9  | 9  | 0   |
| 4   | Japonia    | 5 | 6   | 2 | 0  | 0  | 3 | 10 | 16 | -6  |
| 5   | Włochy     | 5 | 5   | 1 | 1  | 0  | 3 | 7  | 12 | -5  |
| 6   | Ukraina    | 5 | 1   | 0 | 0  | 1  | 4 | 8  | 17 | -9  |

      = awans do elity       = utrzymanie w I dywizji grupy A       = spadek do I dywizji grupy B
Statystyki indywidualne
- Klasyfikacja strzelców:  Roman Starczenko – 4 gole[4]
- Klasyfikacja asystentów:  Frank Banham,  Wadim Krasnosłobodcew,  Andrew Sarauer,  Tałgat Żajłauow – po 4 asysty[5]
- Klasyfikacja kanadyjska: 1.  Roman Starczenko, 2.  Kevin Dallman, , 3. Konstantin Rudienko i  Jewgienij Rymariew, 5.  Wadim Krasnosłobodcew i  Andrew Sarauer – uzyskali po 6 punktów[6][a]
- Klasyfikacja kanadyjska obrońców:  Kevin Dallman – 6 punktów[7]
- Klasyfikacja +/-:  Maksim Siemionow – +8[8]
- Klasyfikacja skuteczności interwencji bramkarzy:  Przemysław Odrobny – 96,47%[9]
- Klasyfikacja średniej goli straconych na mecz bramkarzy:  Przemysław Odrobny – 0,97
- Klasyfikacja minut kar:  Rafał Radziszewski – 25 minut[10]

Nagrody indywidualne
Dyrektoriat turnieju wybrał trójkę najlepszych zawodników na każdej pozycji:
- Bramkarz:  Przemysław Odrobny
- Obrońca:  Kevin Dallman
- Napastnik:  Roman Starczenko

Dziennikarze wybrali szóstkę zawodników składu gwiazd turnieju:
- Bramkarz:  Pawieł Połuektow
- Obrońcy:  Kevin Dallman,  Mateusz Rompkowski
- Napastnicy:  Roman Starczenko,  Andrew Sarauer,  Marcin Kolusz
- Najbardziej Wartościowy Zawodnik (MVP):  Roman Starczenko[13]

## Grupa B
| 13 kwietnia 2015 | Wielka Brytania | 3:2 pd. | Chorwacja | Ijssportcentrum Eindhoven, Eindhoven |

| Szczegóły      | Szczegóły                                                                | Szczegóły            | Szczegóły                                    | Szczegóły                                 |
| -------------- | ------------------------------------------------------------------------ | -------------------- | -------------------------------------------- | ----------------------------------------- |
| Godzina: 13:30 | B. O’Connor (PP) 52:57 M. Richardson (EA) 59:55 M. Richardson (EQ) 60:11 | (0:1, 0:0, 2:1, 1:0) | 16:57 (SH) M. Glumac 46:52 (PP) N. Perkovich | Widzów: 750 Sędzia główny: Shane Warschaw |
| Godzina: 13:30 | 10 min. kar                                                              |                      | 24 min. kar                                  | Widzów: 750 Sędzia główny: Shane Warschaw |

| 13 kwietnia 2015 | Estonia | 3:7 | Korea Południowa | Ijssportcentrum Eindhoven, Eindhoven |

| Szczegóły      | Szczegóły                                                         | Szczegóły       | Szczegóły | Szczegóły                              |
| -------------- | ----------------------------------------------------------------- | --------------- | --- | -------------------------------------- |
| Godzina: 17:00 | A. Makrov (EQ) 18:22 A. Makrov (EQ) 32:15 V. Titarenko (PP) 42:27 | (1:2, 1:3, 1:2) | 04:10 (PP) Kim S-w. 17:20 (EQ) M. Swift 25:01 (EQ) M. Testwuide 38:31 (EQ) Lee You-j. 39:54 (SH) Sung W-j. 47:21 (EQ) M. Swift 57:54 (SH, EN) M. Testwuide | Widzów: 750 Sędzia główny: Jeff Ingram |
| Godzina: 17:00 | 31 min. kar                                                       |                 | 6 min. kar | Widzów: 750 Sędzia główny: Jeff Ingram |

| 13 kwietnia 2015 | Holandia | 0:1 | Litwa | Ijssportcentrum Eindhoven, Eindhoven |

| Szczegóły      | Szczegóły   | Szczegóły       | Szczegóły           | Szczegóły                                 |
| -------------- | ----------- | --------------- | ------------------- | ----------------------------------------- |
| Godzina: 20:30 |             | (0:1, 0:0, 0:0) | 00:11 (EQ) A. Bosas | Widzów: 1500 Sędzia główny: Jacob Grumsen |
| Godzina: 20:30 | 20 min. kar |                 | 10 min. kar         | Widzów: 1500 Sędzia główny: Jacob Grumsen |

| 14 kwietnia 2015 | Estonia | 1:2 | Wielka Brytania | Ijssportcentrum Eindhoven, Eindhoven |

| Szczegóły      | Szczegóły           | Szczegóły       | Szczegóły                                   | Szczegóły                                |
| -------------- | ------------------- | --------------- | ------------------------------------------- | ---------------------------------------- |
| Godzina: 13:30 | R. Rooba (EQ) 33:19 | (0:1, 1:0, 0:1) | 15:36 (EQ) D. Phillips 54:10 (EQ) R. Farmer | Widzów: 500 Sędzia główny: Anssi Salonen |
| Godzina: 13:30 | 2 min. kar          |                 | 6 min. kar                                  | Widzów: 500 Sędzia główny: Anssi Salonen |

| 14 kwietnia 2015 | Chorwacja | 4:1 | Litwa | Ijssportcentrum Eindhoven, Eindhoven |

| Szczegóły      | Szczegóły                                                                                   | Szczegóły       | Szczegóły           | Szczegóły                              |
| -------------- | ------------------------------------------------------------------------------------------- | --------------- | ------------------- | -------------------------------------- |
| Godzina: 17:00 | N. Perkovich (EQ) 30:56 A. Sertich (PP) 33:34 R. Kinasewich (PP) 46:26 A. Murray (EN) 59:26 | (0:1, 2:0, 2:0) | 17:42 (EQ) U. Čižas | Widzów: 350 Sędzia główny: Jeff Ingram |
| Godzina: 17:00 | 20 min. kar                                                                                 |                 | 16 min. kar         | Widzów: 350 Sędzia główny: Jeff Ingram |

| 14 kwietnia 2015 | Korea Południowa | 7:1 | Holandia | Ijssportcentrum Eindhoven, Eindhoven |

| Szczegóły      | Szczegóły | Szczegóły       | Szczegóły               | Szczegóły                                 |
| -------------- | --- | --------------- | ----------------------- | ----------------------------------------- |
| Godzina: 20:30 | Shin S-h. (EQ) 04:03 Cho M-h. (EQ) 15:30 Lee D-k. (PP) 22:13 M. Swift (PP) 31:01 M. Swift (PP) 34:30 Lee D-k. (EQ) 48:32 Cho M-h. (PP) 51:17 | (2:0, 3:1, 2:0) | 39:34 (PP) K. Bruijsten | Widzów: 920 Sędzia główny: Shane Warschaw |
| Godzina: 20:30 | 20 min. kar |                 | 12 min. kar             | Widzów: 920 Sędzia główny: Shane Warschaw |

| 16 kwietnia 2015 | Litwa | 6:1 | Estonia | Ijssportcentrum Eindhoven, Eindhoven |

| Szczegóły      | Szczegóły | Szczegóły       | Szczegóły               | Szczegóły                                 |
| -------------- | --- | --------------- | ----------------------- | ----------------------------------------- |
| Godzina: 13:30 | A. Bendžius (EQ) 04:58 D. Pliskauskas (PP) 19:02 A. Bendžius (EQ) 43:30 M. Kieras (PP) 49:26 D. Nomanovas (EN) 53:29 D. Pliskauskas (EQ) 56:48 | (2:0, 0:1, 4:0) | 25:16 (EQ) A. Sibirtsew | Widzów: 300 Sędzia główny: Shane Warschaw |
| Godzina: 13:30 | 8 min. kar |                 | 6 min. kar              | Widzów: 300 Sędzia główny: Shane Warschaw |

| 16 kwietnia 2015 | Korea Południowa | 2:3 | Wielka Brytania | Ijssportcentrum Eindhoven, Eindhoven |

| Szczegóły      | Szczegóły                                | Szczegóły       | Szczegóły                                                          | Szczegóły                                |
| -------------- | ---------------------------------------- | --------------- | ------------------------------------------------------------------ | ---------------------------------------- |
| Godzina: 17:00 | Park W-s. (EQ) 19:38 Kim K-s. (EQ) 20:35 | (1:0, 1:2, 0:1) | 20:51 (EQ) R. Farmer 33:35 (PP) B. O’Connor 46:39 (PS) B. O’Connor | Widzów: 700 Sędzia główny: Jacob Grumsen |
| Godzina: 17:00 | 14 min. kar                              |                 | 12 min. kar                                                        | Widzów: 700 Sędzia główny: Jacob Grumsen |

| 16 kwietnia 2015 | Chorwacja | 2:5 | Holandia | Ijssportcentrum Eindhoven, Eindhoven |

| Szczegóły      | Szczegóły                                    | Szczegóły       | Szczegóły | Szczegóły                                 |
| -------------- | -------------------------------------------- | --------------- | --- | ----------------------------------------- |
| Godzina: 20:30 | N. Perkovich (EQ) 00:12 A. Murray (EQ) 19:22 | (2:2, 0:1, 0:2) | 12:28 (EQ) T. Demelinne 15:06 (PP) K. Bruijsten 39:36 (EQ) R. Wurm 42:24 (EQ) M. Brekelmans 59:58 (EN) D. Hagemeijer | Widzów: 1350 Sędzia główny: Anssi Salonen |
| Godzina: 20:30 | 18 min. kar                                  |                 | 8 min. kar | Widzów: 1350 Sędzia główny: Anssi Salonen |

| 18 kwietnia 2015 | Litwa | 0:5 | Korea Południowa | Ijssportcentrum Eindhoven, Eindhoven |

| Szczegóły      | Szczegóły   | Szczegóły       | Szczegóły                                                                                                   | Szczegóły                                 |
| -------------- | ----------- | --------------- | --- | ----------------------------------------- |
| Godzina: 13:30 |             | (0:0, 0:3, 0:2) | 29:28 (EQ) Ahn Jin-h. 35:49 (EQ) Cho Min-h. 37:44 (PP) Kim S-w. 52:01 (EQ) Lee Young-j. 54:03 (PP) Kim S-w. | Widzów: 1500 Sędzia główny: Anssi Salonen |
| Godzina: 13:30 | 12 min. kar |                 | 10 min. kar                                                                                                 | Widzów: 1500 Sędzia główny: Anssi Salonen |

| 18 kwietnia 2015 | Chorwacja | 5:2 | Estonia | Ijssportcentrum Eindhoven, Eindhoven |

| Szczegóły      | Szczegóły | Szczegóły       | Szczegóły                                  | Szczegóły                    |
| -------------- | --- | --------------- | ------------------------------------------ | ---------------------------- |
| Godzina: 17:00 | R. Kinasewich (EQ) 11:28 N. Perkovich (EQ) 23:52 M. Miličić (EQ) 39:08 R. Kinasewich (EQ) 49:18 A. Murray (EN) 58:37 | (1:2, 2:0, 2:0) | 06:23 (EQ) A. Makrov 09:09 (EQ) A. Fedoruk | Sędzia główny: Jacob Grumsen |
| Godzina: 17:00 | 4 min. kar |                 | 4 min. kar                                 | Sędzia główny: Jacob Grumsen |

| 18 kwietnia 2015 | Wielka Brytania | 3:2 | Holandia | Ijssportcentrum Eindhoven, Eindhoven |

| Szczegóły      | Szczegóły                                                              | Szczegóły       | Szczegóły                                | Szczegóły                               |
| -------------- | ---------------------------------------------------------------------- | --------------- | ---------------------------------------- | --------------------------------------- |
| Godzina: 20:30 | P. Swindlehurst (EQ) 04:01 Ch. Blight (EQ) 09:24 C. Peacock (EQ) 12:13 | (3:1, 0:0, 0:1) | 03:09 (EQ) S. Mason 53:38 (EQ) L. Houkes | Widzów: 2500 Sędzia główny: Jeff Ingram |
| Godzina: 20:30 | 8 min. kar                                                             |                 | 2 min. kar                               | Widzów: 2500 Sędzia główny: Jeff Ingram |

| 19 kwietnia 2015 | Korea Południowa | 9:4 | Chorwacja | Ijssportcentrum Eindhoven, Eindhoven |

| Szczegóły      | Szczegóły | Szczegóły       | Szczegóły                                                                                   | Szczegóły                               |
| -------------- | --- | --------------- | ------------------------------------------------------------------------------------------- | --------------------------------------- |
| Godzina: 13:30 | M. Swift (EQ) 04:39 Ahn (PP) 24:43 Kim K-s. (EQ) 25:45 Kim W-j. (EQ) 26:14 Kim K-s. (EQ) 28:17 M. Testwuide (EQ) 37:34 Kim W-j. (PP) 48:49 M. Testwuide (EQ) 54:13 Kim S-w. (EQ) 55:27 | (1:1, 5:2, 3:1) | 09:39 (EQ) M. Blagus 22:58 (PP) R. Kinasewich 30:10 (SH) I. Brencun 53:52 (PP) I. Jačmenjak | Widzów: 1500 Sędzia główny: Jeff Ingram |
| Godzina: 13:30 | 18 min. kar |                 | 80 min. kar                                                                                 | Widzów: 1500 Sędzia główny: Jeff Ingram |

| 19 kwietnia 2015 | Litwa | 3:2 | Wielka Brytania | Ijssportcentrum Eindhoven, Eindhoven |

| Szczegóły      | Szczegóły                                                                | Szczegóły       | Szczegóły                                  | Szczegóły                                 |
| -------------- | ------------------------------------------------------------------------ | --------------- | ------------------------------------------ | ----------------------------------------- |
| Godzina: 17:00 | D. Nomanovas (EQ) 29:55 N. Ališauskas (EQ) 37:45 P. Gintautas (PP) 53:01 | (0:1, 2:0, 1:1) | 14:08 (EQ) M. Garside 43:25 (EQ) R. Cowley | Widzów: 1800 Sędzia główny: Anssi Salonen |
| Godzina: 17:00 | 33 min. kar                                                              |                 | 14 min. kar                                | Widzów: 1800 Sędzia główny: Anssi Salonen |

| 19 kwietnia 2015 | Holandia | 1:3 | Estonia | Ijssportcentrum Eindhoven, Eindhoven |

| Szczegóły      | Szczegóły             | Szczegóły       | Szczegóły                                                          | Szczegóły                                  |
| -------------- | --------------------- | --------------- | ------------------------------------------------------------------ | ------------------------------------------ |
| Godzina: 20:30 | E. Tummers (EQ) 28:55 | (0:2, 1:0, 0:1) | 17:27 (PP) A. Makrov 18:49 (PP) A. Makrov 59:08 (EQ, EN) A. Makrov | Widzów: 1500 Sędzia główny: Shane Warschaw |
| Godzina: 20:30 | 22 min. kar           |                 | 4 min. kar                                                         | Widzów: 1500 Sędzia główny: Shane Warschaw |

Tabela
| Lp. | Zespół           | M | Pkt | Z | Zd | Pd | P | G+ | G- | +/- |
| --- | ---------------- | - | --- | - | -- | -- | - | -- | -- | --- |
| 1   | Korea Południowa | 5 | 12  | 4 | 0  | 0  | 1 | 30 | 11 | +19 |
| 2   | Wielka Brytania  | 5 | 11  | 3 | 1  | 0  | 1 | 13 | 10 | +3  |
| 3   | Litwa            | 5 | 9   | 3 | 0  | 0  | 2 | 11 | 12 | -1  |
| 4   | Chorwacja        | 5 | 7   | 2 | 0  | 1  | 2 | 16 | 20 | -4  |
| 5   | Estonia          | 5 | 3   | 1 | 0  | 0  | 4 | 10 | 21 | -11 |
| 6   | Holandia         | 5 | 3   | 1 | 0  | 0  | 4 | 9  | 16 | -7  |

      = awans do I dywizji grupy A       = utrzymanie w I dywizji grupy B       = spadek do II dywizji grupy A
Statystyki indywidualne
- Klasyfikacja strzelców:  Andrei Makrov – 6 goli
- Klasyfikacja asystentów:  Brock Radunske – 7 asyst
- Klasyfikacja kanadyjska:  Michael Swift – 9 punktów
- Klasyfikacja kanadyjska obrońców:  Ben O’Connor – 5 punktów
- Klasyfikacja +/-:  Mike Testwuide – +9
- Klasyfikacja skuteczności wygrywanych wznowień:  Brock Radunske – 85,71%
- Klasyfikacja skuteczności interwencji bramkarzy:  Mantas Armalis – 93,82%
- Klasyfikacja średniej goli straconych na mecz bramkarzy:  Ben Borns,  Sungje Park – 2,01
- Klasyfikacja minut kar:  Donatas Kumeliauskas,  Saša Martinović – 31 minut

Nagrody indywidualne
Dyrektoriat turnieju wybiera trójkę najlepszych zawodników, po jednym na każdej pozycji:
- Bramkarz:  Mantas Armalis
- Obrońca:  Ben O’Connor
- Napastnik:  Lee Yong-jun